# Сайберсін

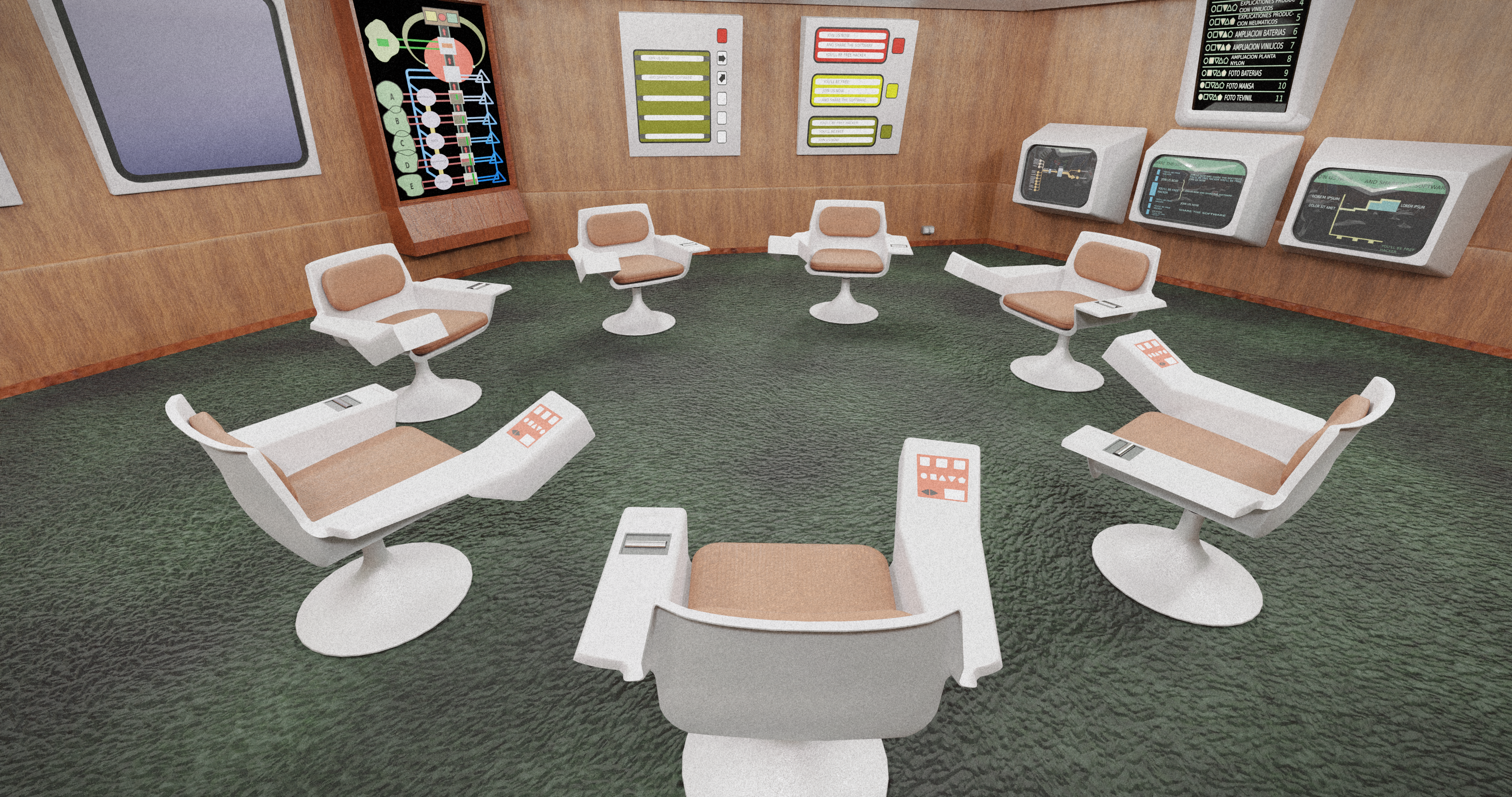

Кіберсін (англ. Cybersyn) — проєкт централізованого комп'ютерного управління плановою економікою, реалізовувався у Чилі при президенті  Сальвадорі Альєнде у 1970—1973 роках. Проєкт здійснювався під керівництвом британського теоретика дослідження операцій  Стаффорда Біра.

## Історія проєкту
Після приходу до влади в Чилі коаліції Народна єдність на чолі з  Сальвадором Альєнде у 1970 році, новий уряд звернувся до англійського кібернетика  Стаффорда Біра з пропозицією про створення інформаційної системи з управління економікою країни.
Стаффорд Бір дав свою згоду і особисто очолив проект, з 1971 року перебуваючи безпосередньо в Чилі.
Керуюча програма створеної системи отримала назву Cyberstrider, вона була написана чилійськими інженерами у співпраці з британськими вченими. За допомогою телексів система поєднала 500 підприємств в мережу Cybernet. Вся інформація у режимі реального часу надходила в кімнату управління, що знаходилася в Президентському палаці «Ла Монеда» у Сантьяго. В системі були передбачені чотири рівні управління (підприємство, галузь, сектор економіки, глобальний рівень), і вона мала алгедонічний зворотний зв'язок. Якщо проблема не вирішувалася на нижчому рівні за певний заданий проміжок часу, то автоматично відбувалася її ескалація (підйом) на вищий рівень вирішення (до глобального).
У 1972 р., під час загального національного страйку вантажоперевізників, саме завдяки Кіберсіну уряд організував постачання столиці продовольством за допомогою 200 вантажівок, які залишилися вірними уряду, в обхід 50000 страйкарів.
Після  перевороту 1973 року центр управління Кіберсіну був зруйнований, оскільки новий уряд визнав даний проєкт непривабливим.